# Roman Perko
Pour les articles homonymes, voir Perko.
Roman Perko, né le 15 mai 1977 à Tržič, est un coureur du combiné nordique slovène.

## Biographie
Il est licencié au club de sa ville natale Tržič.  
Membre de l'équipe nationale slovène, Roman Perko a remporté le titre de champion du monde junior en 1997 à Canmore. Il est le premier Slovène à remporter ce titre.
Il est champion de Slovénie 1998. En 1998, il prend part aussi aux Jeux olympiques de Nagano, se classant 41e en individuel.

## Palmarès
En 1996, avec Igor Cuznar et Rolando Kaligaro, Roman Perko est troisième de l'épreuve par équipes des championnats du monde junior de combiné nordique à Asiago, en Italie.
Roman Perko est arrivé cinquième des championnats du monde de combiné nordique 1997 à Trondheim, en Norvège.
Sa meilleure performance en Coupe du monde B est une troisième place à Taivalkoski, le 8 décembre 1998, lors de la toute première épreuve de la Coupe 1999.